# Колумбус (Индиана)
Колумбус (англ. Columbus) — город на юге штата Индиана в США, окружной центр округа Бартоломью. По данным переписи 2010 года население составляло 44 061 человек.

## История
Город был основан в 1820 году. 
В 1894 году город был награждён премией «All-America City Award» (с англ. — «Всеамериканский город») присуждаемой Национальной гражданской лигой, которую неофициально называют «Нобелевской премией за конструктивное гражданство» и которая выдается за активную гражданскую позицию жителей некорпоративных сообществ Соединённых Штатов в жизни местного самоуправления.  

## Население
По данным переписи 2010 года население составляло 44 061 человек, в городе проживало 16 718 семей, находилось 17 787 домашних хозяйств и 19,700 строений с плотностью застройки 276,6 строения на км². Плотность населения 618,6 человека на км². Расовый состав населения: белые - 86,9%, афроамериканцы - 2,7%, коренные американцы (индейцы) - 0,2%, азиаты - 5,6%, жители островов Тихого океана - 0,1%, представители других рас - 2,5%, представители двух или более рас - 2,0%. Испаноязычные составляли 5,8% населения.
В 2000 году медианный доход на домашнее хозяйство составлял $41 723 USD, доход средней семьи $52 296 USD. Мужчины имели медианный доход $40 367 USD, женщины $24 446 USD. Средний доход на душу населения составлял $22 055 USD. Около 6,5% семей и 8,1% населения находятся за чертой бедности, включая 9,7% молодежи (до 18 лет) и 8,8% престарелых (старше 65 лет).

## Экономика
Наиболее известной компанией и брендом этого города является первый в мире по общему количеству производитель дизелей крупная транснациональная компания Cummins. Там же находится одно из главных производств этой фирмы , которое было первым за всё время её существования.